# Красный Ключ (Марий Эл)
Красный Ключ (мар. Орлоп) — деревня в Сернурском районе Республики Марий Эл. Входит в состав Сердежского сельского поселения.

## География
Находится в северо-восточной части республики Марий Эл на расстоянии приблизительно 7 км на восток от районного центра посёлка Сернур.

## История
Известна с 1792 года как починок Орлоп (Орловский починок), названный так по местожительству первопоселенцев из Орловского уезда Вятской губернии. В 1834 году здесь учтено было 102 жителя. В 1884—1885 годах здесь в 57 дворах проживали 340 человек (русские). В 1930 году проживал 361 человек. В 1975 году в деревне числилось 32 хозяйств, 122 жителя. В 1988 году — 21 дом, 42 человека. К 2003 году в деревне осталось 23 хозяйства. В советское время работали колхозы «Красный борец», «Якорь», имени Сталина, «Дружба» и «Сила».

## Население
Население составляло 44 человека (русские 95 %) в 2002 году, 40 в 2010.